# Iran Human Rights
Iran Human Rights (IHR; en persa: سازمان حقوق بشر ایران) és una organització sense ànim de lucre internacional de defensa dels drets humans amb col·laboradors dins i fora de l'Iran. Fundada el 2005, és una organització apartidista i políticament independent amb seu a Oslo. El neurocientífic Mahmood Amiry-Moghaddam n'és el cofundador i portaveu internacional.
El treball d'Iran Human Rights se centra en l'abolició de la pena de mort, el suport als defensors dels drets humans i l'apoderament de la societat civil. A més d'informar sobre les vulneracions dels drets humans, IHR també publica una revista quinzenal en persa anomenada Hoghooghe Ma, i emet un programa de televisió titulat Edam Bas Ast.
Iran Human Rights és una de les principals ONG que treballa per l'abolició de la pena de mort a l'Iran i ha publicat informes anuals sobre la pena de mort a l'Iran des del 2008. A causa de la seva àmplia xarxa dins de l'Iran, rep informes sobre casos de pena de mort que s'han portat a terme en secret o que no han estat anunciats pels mitjans oficials de l'Iran. A més, treballa en col·laboració amb mitjans de comunicació internacionals per crear a consciència sobre la situació de la pena de mort a l'Iran. També és membre electe del Comitè Directiu de la Coalició Mundial contra la Pena de Mort.
En l'aniversari de les protestes iranianes de 2019-2020, IHR es va unir a Justice for Iran i Ensemble contre la peine de mort (ECPM) per a establir un Tribunal Popular Internacional, el Tribunal Aban, en referència al mes iranià d'Aban quan es va produir la repressió final de 2019, per a investigar les atrocitats comeses durant i després de les protestes de novembre de 2019 en nom de les famílies de les víctimes. En la seva creació, Mahmood Amiry-Moghaddam va declarar: «L'establiment d'aquest Tribunal és urgent i necessari. Quan la comunitat internacional fa els ulls grossos davant les atrocitats, els que saben què ha passat tenen la responsabilitat moral de fer justícia i retre comptes».